# Säffle (gemeente)
Säffle is een Zweedse gemeente in de provincie Värmlands län. Ze heeft een totale oppervlakte van 2512,5 km² en telde 16.077 inwoners in 2004.

## Plaatsen
- Säffle (stad)
- Svanskog
- Värmlandsbro
- Nysäter

Åmål · Bengtsfors · Dals-Ed · Färgelanda · Mellerud · Säffle · Vänersborg